# Ayahualulco (kommun)
Ayahualulco är en kommun i Mexiko.   Den ligger i delstaten Veracruz, i den sydöstra delen av landet, 210 km öster om huvudstaden Mexico City. Antalet invånare är 23 431. Arean är 173 kvadratkilometer.
Terrängen i Ayahualulco är kuperad åt nordväst, men åt sydost är den bergig.
Följande samhällen finns i Ayahualulco:
- San Antonio Xoquitla
- La Toma
- El Ciprés
- San Francisco
- El Tepeyac
- Loma Alta
- Loma del Capulín
- Plan de la Cruz
- Cruz Verde